# ميكانوبي
ميكانوبي (بالإنجليزية: Micanopy)‏ هي مدينة أمريكية تقع في ولاية فلوريدا. تبلغ مساحة هذه المدينة 2.8 (كم²)،ويبلغ عدد سكانها 653 نسمة حسب إحصاء سنة 2010 م 653.تشير إحصاءات سنة 2000م بأن الكثافة السكانية في هذه المدينة تقدر بـ(233.2) نسمة/كم2 

## معرض صور

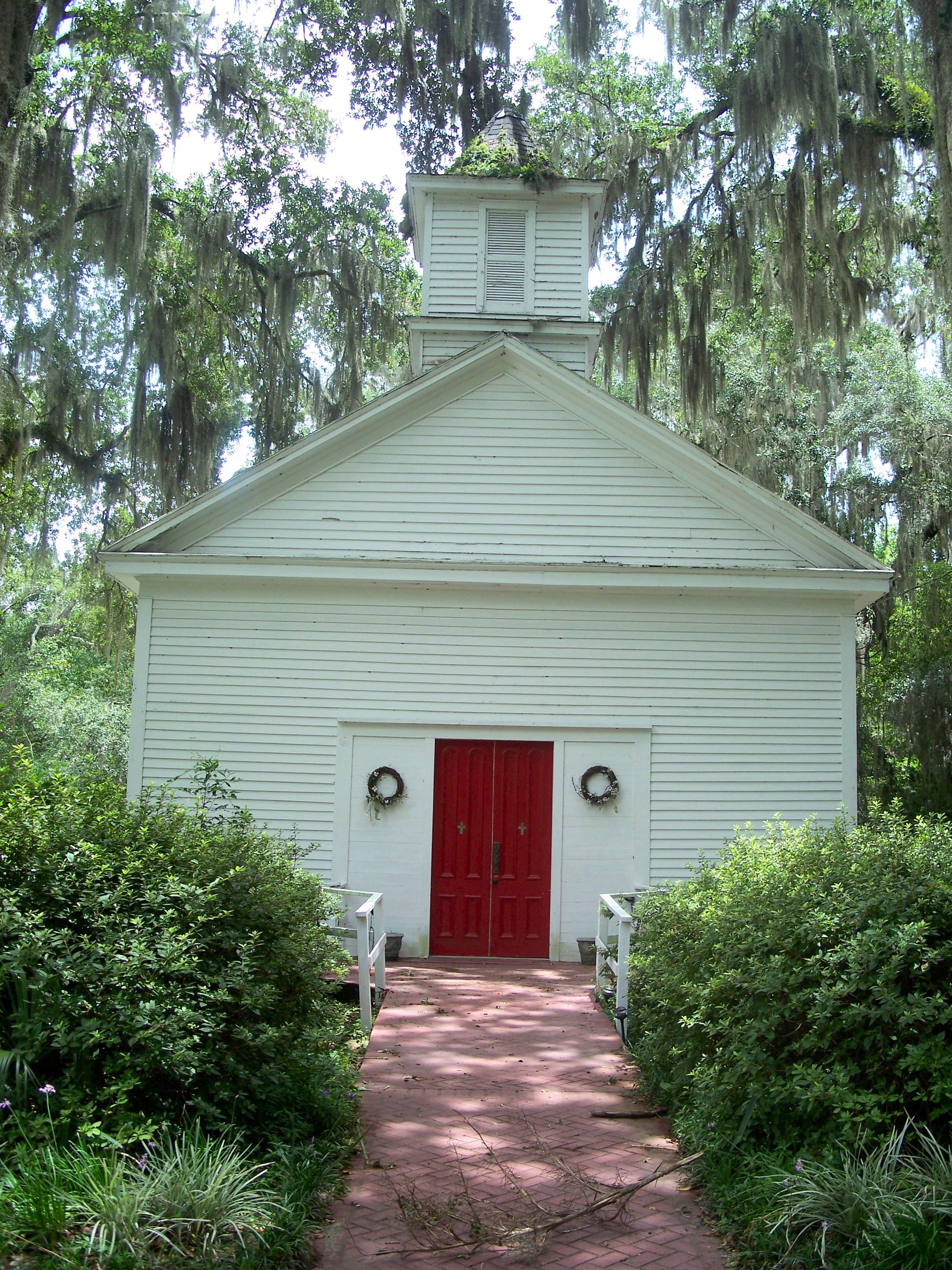
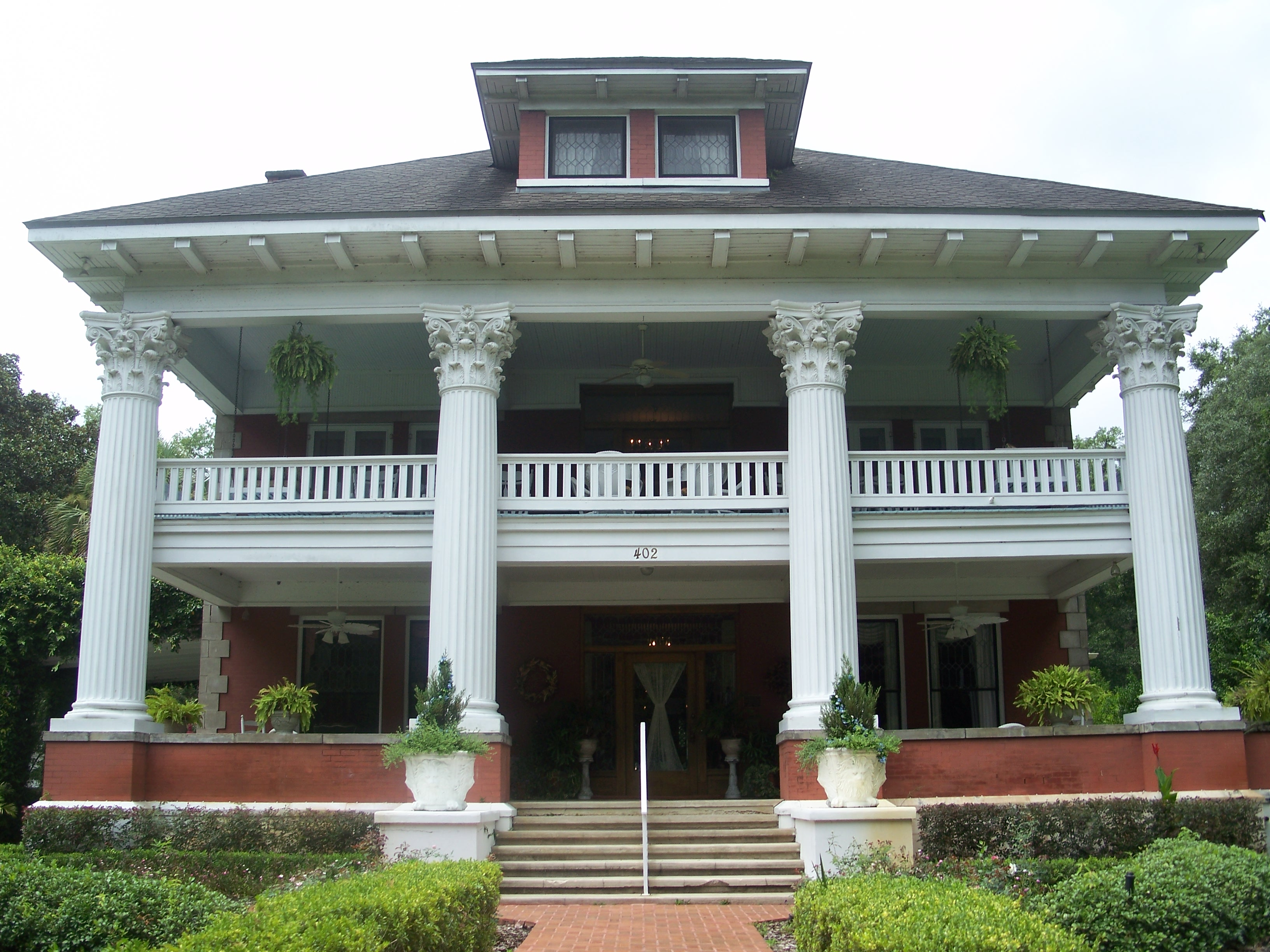
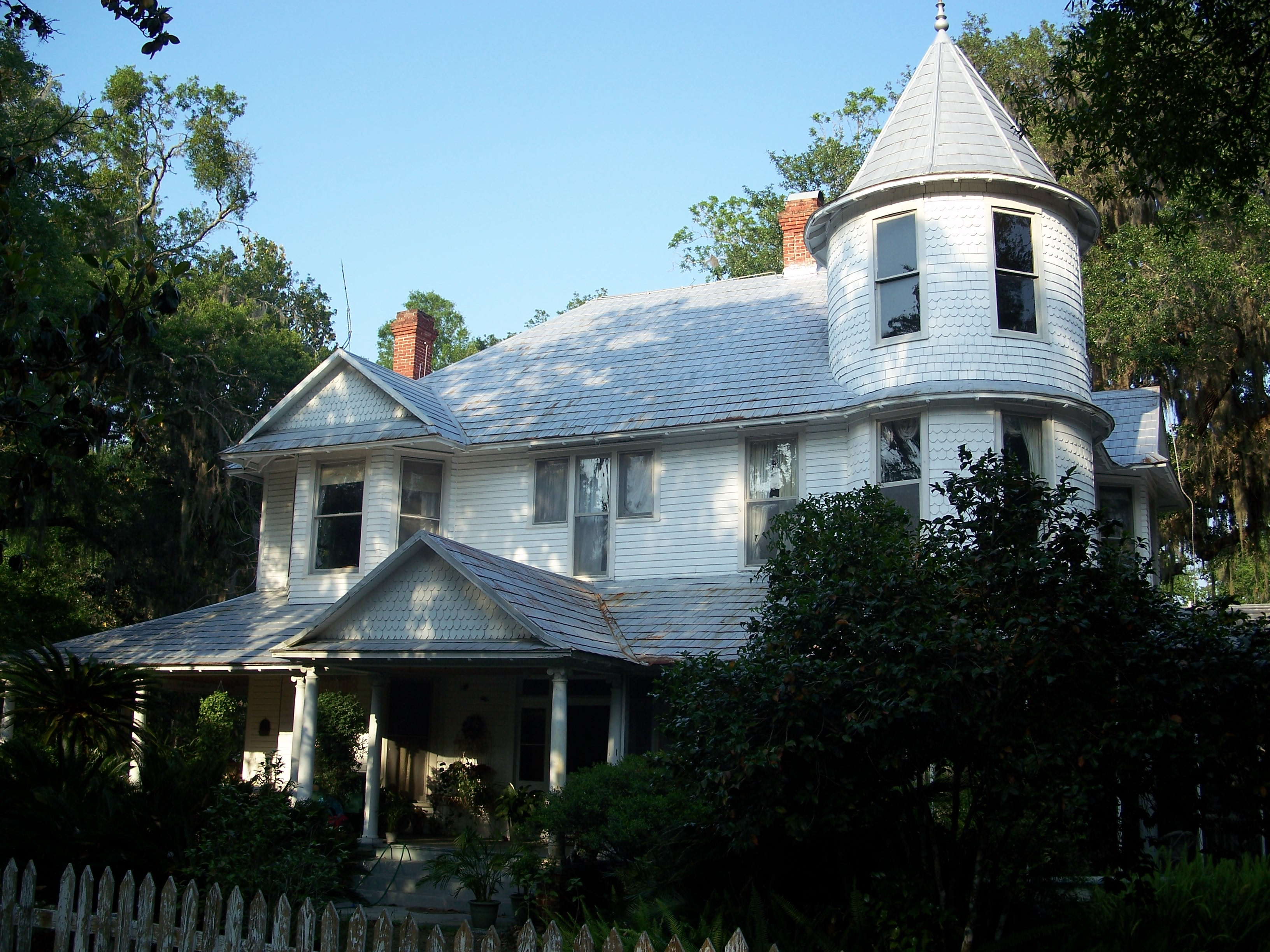
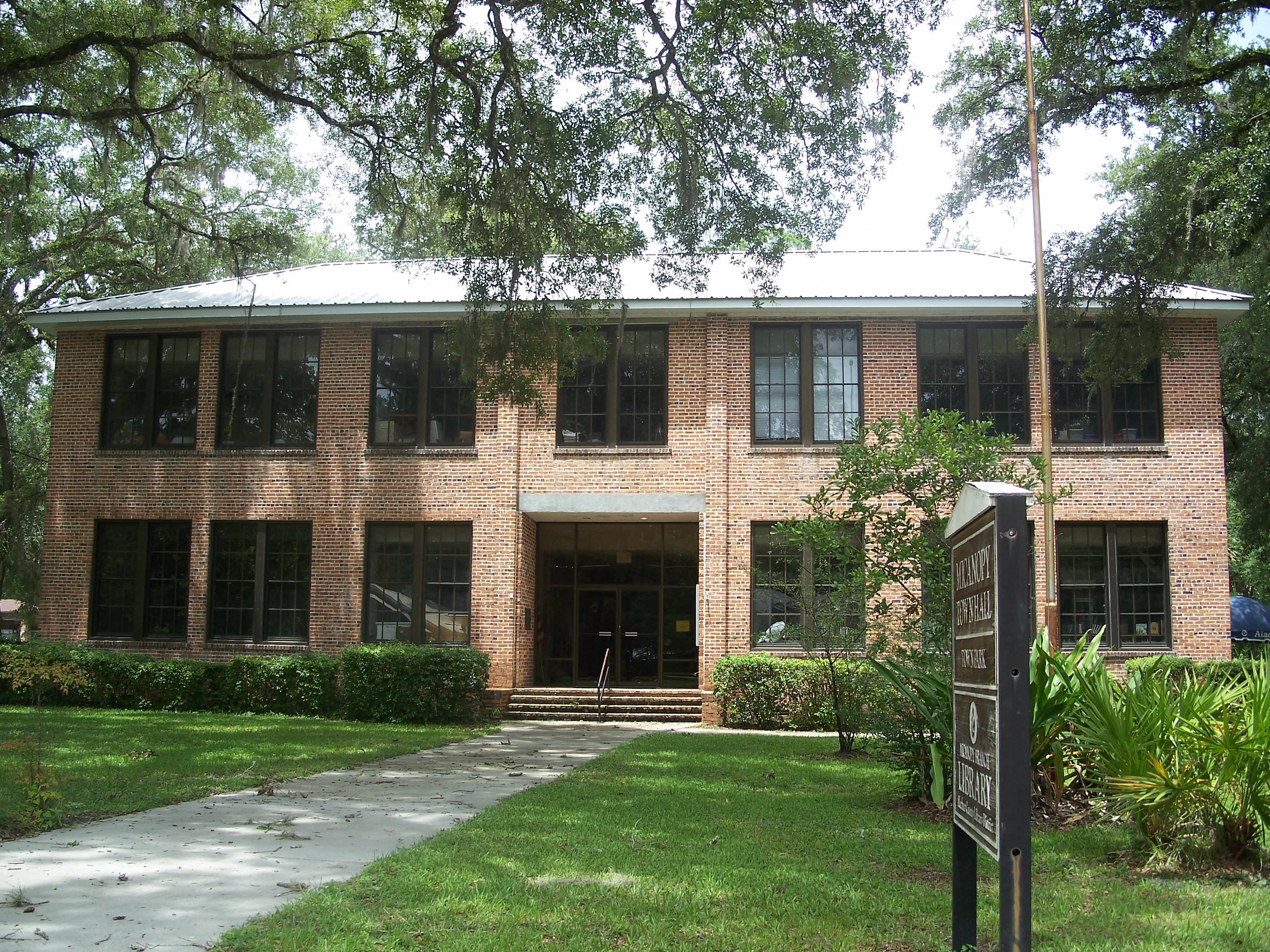
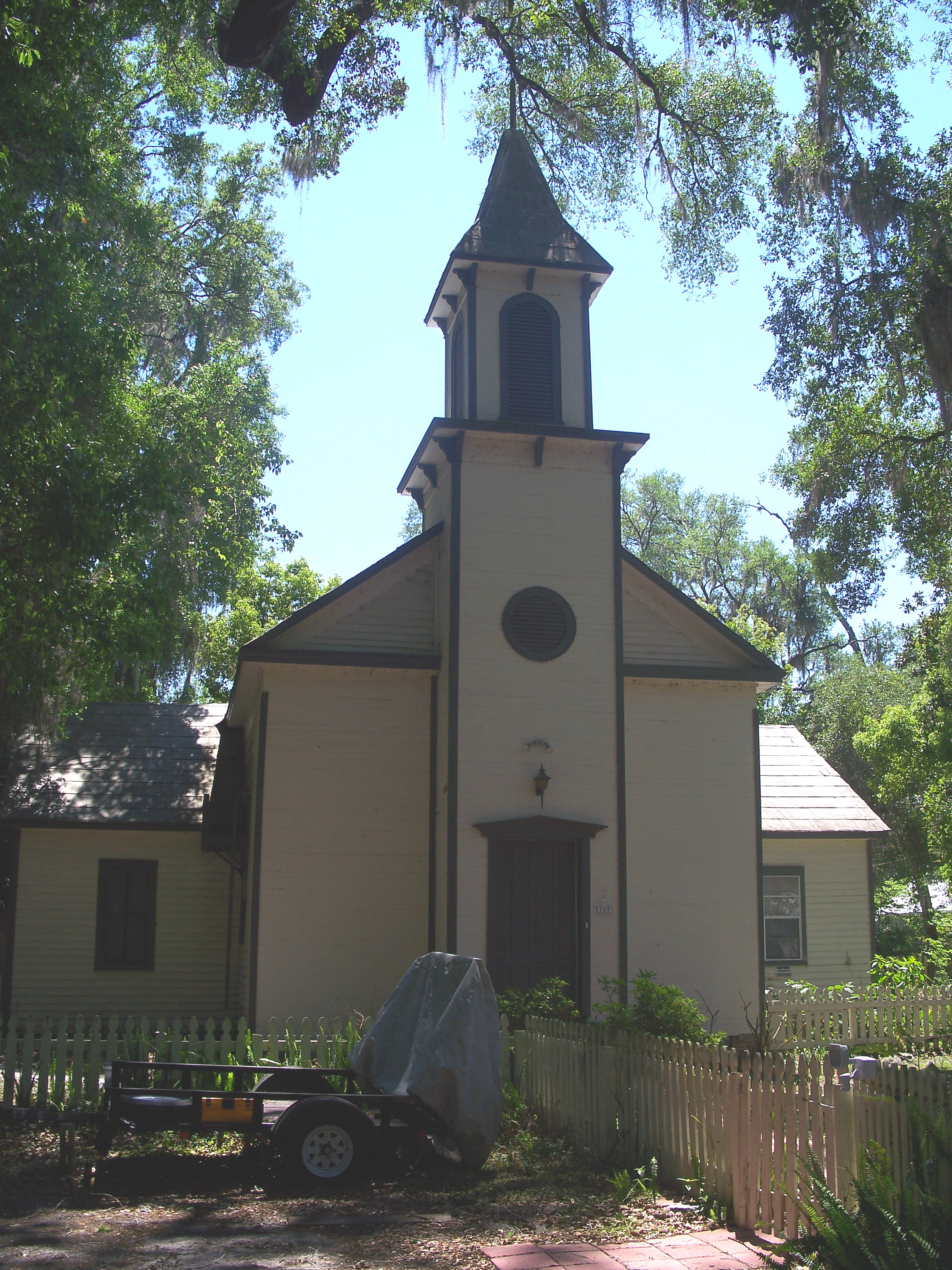

## أعلام
- آرشي كار
- دونالد راي ماثيوز